# هرمون (مین)
هرمون (به انگلیسی: Hermon) یک منطقهٔ مسکونی در ایالات متحده آمریکا است که در شهرستان پنوب‌اسکات، مین واقع شده‌است. هرمون ۹۵٫۳۴ کیلومتر مربع مساحت و ۵٬۸۶۵ نفر جمعیت دارد و ۸۲ متر بالاتر از سطح دریا واقع شده‌است.